# Erysimum cazorlense
Erysimum cazorlense är en korsblommig växtart som först beskrevs av Vernon Hilton Heywood, och fick sitt nu gällande namn av Josef Holub. Erysimum cazorlense ingår i släktet kårlar, och familjen korsblommiga växter. Inga underarter finns listade i Catalogue of Life.